# 大分トリニータ
大分トリニータ（おおいたトリニータ、英: Oita Trinita）は、日本の大分市、別府市、佐伯市を中心とする大分県全県をホームタウンとする、日本プロサッカーリーグ（Jリーグ）に加盟するプロサッカークラブ。

## 概要
運営法人は株式会社大分フットボールクラブであり、1999年にJリーグへ加盟した。
クラブ名は、三位一体を表す英語「トリニティ（Trinity）」とホームタウン名「大分（Oita）」を合わせた造語で、イタリア語で「三位一体」を表すTrinitaと同じ綴りになっている。県民・企業・行政が一致団結することを表している。
2006年、エンブレム、ロゴマーク、チームフラッグが「Tフレアー」と呼ばれるデザインコンセプトにより一新され、クラブとしての略称「大分FC」が「FC大分」に変更された。運営法人名とは無関係。
クラブマスコットは、亀がモチーフの「ニータン」 と、ウサギをモチーフにした準マスコットの「リッジー」。
2019年6月21日、運営会社株式の20％を貸会議室大手のTKPが取得して筆頭株主となり、資本・業務提携した。

## 歴史

### Jリーグ加盟前
1994年4月に任意団体「大分フットボールクラブ」として発足。競技登録上のチーム名は「大分」または「大分FC」で、「大分トリニティ」という愛称が付けられた。大分県社会人サッカーリーグ（当時は1部リーグのみ）と九州サッカーリーグを連覇して1996年に全国地域サッカーリーグ決勝大会（地元大分市営陸上競技場で開催）で2位に入り、発足から2年でジャパンフットボールリーグ（旧JFL）へ昇格。
当初は文正植、朴景和と韓国人監督の下、外国籍選手についても元韓国代表の皇甫官、崔大植などを中心としたチームだった。
1998年、ブラジル人監督のフォルミーガを招聘し、外国籍選手にウィルを補強。JFL最後のシーズンは6位であった。

### 1999年 - 2002年（J2）
1999年1月に運営法人となる株式会社大分フットボールクラブを設立。1999年から発足したJリーグ ディビジョン2（J2）に初年度から参加した。なお、「トリニティ」の名前が商標登録の関係で正式なチーム名として使えないため、同年より「大分トリニータ」へ改称した。
監督に前山形監督の石﨑信弘が就任。J2初年度からJ1昇格争いに加わるが、1999年・2000年とも2年連続で2位との勝ち点差1の3位で昇格を逃した。2001年はシーズン当初より不振で5月に石﨑を監督より解任し、小林伸二が後任の監督に就任。最終節まで昇格を争うところまで持ち直したが、結局6位に終わった。
小林が続投した2002年は西山哲平、浮氣哲郎、サンドロ、アンドラジーニャなどを補強し、前年作り上げた堅守速攻を武器に序盤から首位を独走。J2優勝とJ1昇格を果たした。また、最終節で史上初のJ2通算100勝を達成した。

### 2003年 - 2009年（J1）
| 監督 小林伸二 岡中勇人 山崎哲也 サンドロ 三木隆司 有村光史 梅田高志 瀬戸春樹 エジミウソン 寺川能人 吉田孝行 高松大樹 （ロドリゴ） （アンドラジーニャ） 2003年基本布陣 |

2003年
チームスローガン：ムーブ&バランス
小林体制3年目。J1昇格1年目となったシーズンは、新潟の寺川能人、前年コパ・リベルタドーレス得点王のロドリゴなどの選手を補強した。守備はある程度通用したものの、ロドリゴは期待されたような活躍は出来ずシーズン途中で退団。前年チーム得点王のアンドラジーニャも得点をあげる事ができずシーズン途中に札幌に移籍した。その結果、ストライカーが不在となり深刻な得点力不足に陥りチームも低迷。シーズン半ばに3年振りの復帰となるウィルなど多くの外国人FWを補強するも得点力不足は改善されず、2ndステージは15試合で失点数はリーグ最少の16ながら、得点は7に留まった。最終節の15位・仙台戦は、大分勝利、引き分けの場合は大分の残留、大分負けの場合は仙台が残留と両チームのJ1残留をかけた直接対決となった。試合は前半15分に梅田高志のゴールで先制。後半に入り仙台に同点にされたが、勝ち越しは許さず1-1の引き分けで試合終了。年間順位14位（1stステージ14位、2ndステージ16位）でJ1に残留した。シーズン終了後、小林が監督を退任。
2004年
| 監督 ベルガー 高嵜理貴 （岡中勇人） 三上和良 サンドロ パトリック （三木隆司） 有村光史 吉田孝行 梅田高志 （ビチュヘ） 小森田友明 根本裕一 高松大樹 M.アウベス 2004年基本布陣 |

チームスローガン：Perform & Enjoy
オランダ人のハン・ベルガーを監督に迎える。寺川が新潟に復帰したものの、元ブラジル代表のマグノ・アウベス、元オランダ代表のリチャード・ビチュヘ、仙台の根本裕一などの選手を獲得。マグノ等の補強組が結果を残し1stステージは10位で終える。
しかし、2ndステージ開幕前のビチュヘの退団、1stステージで活躍した木島良輔のケガなどもあり失速。緊急補強としてDFのパトリックを獲得するも、2ndステージは2年連続の最下位。マグノが11得点、高松大樹が8得点を挙げたが、全体的な得点数は伸び悩み順位は年間13位に終わった。ベルガーはシーズン終了後に辞任した。
2005年
| 監督 シャムスカ 西川周作 深谷友基 三木隆司 上本大海 トゥーリオ 梅田高志 エジミウソン 根本裕一 吉田孝行 高松大樹 （ドド） M.アウベス 2005年基本布陣 |

チームスローガン：Together & Enjoy
皇甫官がヘッドコーチから監督に昇格。なお、前年度のゲームキャプテンを務めたサンドロが退団し、瀬戸春樹、山崎哲也などが他クラブに移籍した。補強面では元ブラジル代表のFWドド、上本大海などが加入した他、新加入選手として深谷友基らが入団。大分U-18から西川周作、梅崎司が昇格した。
しかしドドは15試合で3得点に留まり（結局ドドは前年加入したDFパトリックと共にシーズン途中で加入したエジミウソン、トゥーリオと入れ替わりで退団）、スタートダッシュに失敗し下位に低迷。その後一時は順位を8位まで上げるも、主将吉田孝行の怪我の影響もあり再び失速。神戸との最下位争いから抜け出せず、直接対決でも敗戦するなど不振が続いた為、皇甫を8月28日付で解任。後任にはペリクレス・シャムスカが就任した。
初采配となった浦和戦を勝利すると、そこから6戦負け無し（5勝1分）を記録するなど勝利を積み上げ、当初に掲げていた「残り12試合で勝ち点18」の目標を8試合（6勝1敗1分け、勝ち点19）で達成、目標を7位に修正するほどの急速的な復調を遂げた。この出来事は「シャムスカマジック」と呼ばれた。11月23日のC大阪戦に1-1で引き分けたことでJ1残留が決定。最終順位は過去3年間で最高の11位となった。
2006年
| 監督 シャムスカ 西川周作 深谷友基 三木隆司 上本大海 トゥーリオ 高橋大輔 （梅田高志） エジミウソン 根本裕一 梅崎司 松橋章太 （ラファエル） 高松大樹 （オズマール） 2006年基本布陣 |

チームスローガン：Challenge & Challenge
シャムスカ体制2年目。岡中勇人が現役を引退した他、チーム得点王のマグノ・アウベス、主将を務めていた吉田孝行など半数近くの選手が他クラブに移籍、または戦力外となった。補強面ではフォルタレーザECからオズマール、柏から元日本代表の増田忠俊らを獲得。新加入選手として高橋大輔、森重真人が入団し、大分U-18から福元洋平、梶原公が昇格。登録メンバーは25人でシーズンに臨んだ。
序盤戦は3連敗を喫するなど黒星が先行し、一時はシーズン14位に順位を落としたが、その後は調子を上げ第11節鹿島戦から第14節新潟戦にかけて4連勝を記録。第16節川崎戦から第22節福岡戦にかけては7戦負けなしで、第21節にはこの年のリーグ王者である浦和から白星をあげるなど6位に浮上。シーズン前に掲げた目標を「8位以内」から「4位以内」に修正し10月にJ1残留を決めた。ただその後は3勝2分7敗と成績を落としたことで賞金圏内の7位以内を逃したが、当時のJ1最高順位となる8位でシーズンを終えた。
また、チーム創設以来初めて、日本代表に西川周作と梅崎司、後に高松大樹も招集され、梅崎と高松は国際Aマッチにも出場を果たした。
2007年
| 監督 シャムスカ 下川誠吾 （西川周作） 深谷友基 森重真人 （三木隆司） 上本大海 ホベルト （J.マラニョン） 高橋大輔 エジミウソン （藤田義明） 鈴木慎吾 （根本裕一） 梅崎司 （アウグスト） 山崎雅人 高松大樹 （セルジーニョ） （松橋章太） 2007年基本布陣 |

チームスローガン：「Challenge & Competition」挑戦と闘争
シャムスカ体制3年目。エジミウソン、トゥーリオが退団し、梅崎司がフランス・グルノーブルに期限付き移籍するなど7選手がチームを去った。補強面ではジュニオール・マラニョン、宮沢正史、アウグスト、金崎夢生ら8選手が新たに加入した。しかし、新加入のマラニョン・宮沢が共にスタメン出場した開幕2試合が共に未勝利に終わると、宮沢は翌第3節でスタメン落ち、マラニョンは後にシーズン半ばで退団となった。その後は藤田義明など様々な選手をボランチで起用するも大量失点で負ける試合も少なくなく、第13節には最下位の横浜FCにも1-2で敗北を喫した。シーズン途中に前田俊介（広島より期限付き移籍）、梅崎（グルノーブルより復帰）が加入した後も勝ち点を伸ばせず、前半戦（第18節）終了時点で自動降格圏内の17位と低迷した。
J1残留のために後半戦をリベンジ16と銘打ち、新潟から鈴木慎吾、元福岡のホベルト、そして半年ぶり、3度目の加入となるエジミウソンを獲得。その結果、後半戦はチーム状態が回復し、順調に白星を重ねるようになる。中でも第31節は同じく残留争いをしていた大宮との直接対決で、1-1で迎えた後半44分に前田俊介の大分移籍後初得点となるゴールで逆転勝利。第33節 磐田戦を勝利しJ1残留を確定させた。シーズン最終順位は14位であった。
| 監督 シャムスカ 下川誠吾 深谷友基 森重真人 上本大海 ホベルト 高橋大輔 エジミウソン 藤田義明 金崎夢生 ウェズレイ 高松大樹 2008年のJリーグカップ決勝 |

2008年
チームスローガン：One Heart,Big Challenge
シャムスカ体制4年目。シーズン前に梅崎司、松橋章太、三木隆司、山崎雅人が他クラブに移籍するなど9選手が退団。その穴を埋めるべくG大阪より家長昭博、前広島のウェズレイらを獲得し、大分U-18から清武弘嗣、小手川宏基ら4選手が昇格した。また、この年に大分初のクラブマスコットキャラクターとなるニータンが誕生した。
シーズン前の練習中に家長が全治6か月の大ケガを負ったが、その代役に抜擢された2年目の金崎夢生が活躍。上本大海・森重真人・深谷友基の3バックラインとエジミウソン・ホベルトのボランチコンビ、そしてGK西川周作との連携は成熟されリーグトップレベルの堅守を見せた（イタリア代表の「カテナチオ」とクラブマスコットであるカメのニータンを掛け合わせ「カメナチオ」と呼称）。その堅守を武器にナビスコ杯では、予選GLを2位でクラブ初の突破を果たすと、決勝トーナメントはそのままの勢いでFC東京、名古屋グランパスを破り、決勝・清水エスパルス戦も高松大樹とウェズレイのゴールで2-0のスコアで勝利し、優勝を果たした（クラブ初そして九州のチーム初のタイトル）。
一方、リーグ戦も終盤まで優勝争いに加わり、チーム歴代最高の4位・勝点56でシーズンを終えた。総失点数はJ1過去最少の24失点（1試合平均0.706点）となった。また、ホームゲーム6連勝やホームゲーム13試合連続不敗を記録するなどホームである九州石油ドーム（当時）で圧倒的な相性の良さをみせた。ただ、得点数は伸び悩みリーグ戦で3得点以上を記録した試合は僅か2試合に終わり、リーグワースト2位の33得点（1試合平均0.971点）となった。
| 監督 松山博明 西川周作 深谷友基 森重真人 上本大海 宮沢正史 高橋大輔 エジミウソン 鈴木慎吾 金崎夢生 家長昭博 高松大樹 2009年第18節（vs浦和戦） |

2009年
チームスローガン：One Heart,Big Challenge
シャムスカ体制5年目。神戸から坪内秀介が期限付き移籍で加入し、梅田高志と、宮沢正史が期限付き移籍より復帰。一方で期限付き移籍で加入していた小林亮等が退団した。
シーズン開幕前の2月にホーム・デポ・センター（アメリカ合衆国カリフォルニア州カーソン）で開催されたパンパシフィックチャンピオンシップ2009にナビスコカップ優勝チームとして出場し3位となるが、しかしリーグ戦では、チーム始動が遅かったことでフィジカルトレーニングが十分に行えず、九州石油ドームの芝の張り替えに失敗し芝の状態が不安定だった影響による怪我や累積警告で、多くの主力選手の欠場が相次ぎ最下位に低迷した。5月23日の広島戦で敗戦を喫したことで10連敗となり、延長戦が廃止された2003年以降のJ1では、2007年の横浜FCの9連敗を抜いてワースト記録となった。連覇を懸け望んだナビスコ杯予選では無敗であったものの1勝5分の勝ち点3で敗退。またリーグ戦もその後は連敗数は14まで続き、1勝1分15敗（勝ち点4）の最下位でシーズンを折り返した。このため、7月14日に成績不振によりシャムスカを解任。後任に元広島コーチのランコ・ポポヴィッチが就任した。同月18日の第18節・浦和戦ではポポヴィッチの役員登録が完了するまでの処置として強化部の松山博明が暫定監督を務め、1-0で浦和に勝利。これで連敗を14で止め、3月21日の第3節・新潟戦以来の勝ち点、3月14日の第2節・京都戦以来の勝ち星をあげた。しかし、9月14日に発生した財政難の発覚および、前半戦の絶不調が響いて残留圏内まで浮上するには至らず、第30節の京都戦（勝利が残留の必要条件）に引き分けた事でリーグ戦4試合を残し8シーズンぶりのJ2降格が決定したが、その前の9月13日の磐田戦からシーズン終了まで10戦負けなし、またこれまでリーグ戦未勝利だった千葉にも初勝利をあげるなど復調を遂げた。また、8月5日にはスルガ銀行チャンピオンシップが開催され、コパ・スダメリカーナ王者・SCインテルナシオナルと対戦し、1-2で敗れた。

### 2010年 - 2012年（J2）
2010年
| 監督 皇甫官 清水圭介 （下川誠吾） 池田達哉 菊池直哉 藤田義明 宮沢正史 土岐田洸平 井上裕大 キム・ボギョン 東慶悟 チェ・ジョンハン 高松大樹 2010年基本スタメン |

チームスローガン：RESTART ～ONE HEART～
2009年シーズン中に表面化したチームの経営危機を受ける形でチーム予算を大幅に削減。強化運営費も例外ではなく、監督のポポヴィッチをはじめ西川周作、森重真人、金崎夢生、エジミウソンなど主力を中心にチームの半数近くの選手・スタッフを放出。監督には前副社長の皇甫官が2005年以来5年ぶりに就任。
補強はユース・大卒選手を3人獲得、更に現役韓国代表であったキム・ボギョン、ベテランDFのチャン・ギョンジンの二人の韓国人選手を期限付き移籍で獲得、また一度は戦力外となった選手の再契約などで選手の人数を補った。しかし、監督の皇甫の年俸が経営危機の中であるにも関わらず高額である事、本年契約する見込みだったフェルナンジーニョの契約解除に伴う高額な違約金負担（しかし、これは彼の移籍先である仙台に一部を負担させたと見られている）と、財政運営の見込みが甘かった（中期決算発表で黒字化の見込みと出していた）ことにより運営資金のショートが翌年の1月中に発生してしまう事態に陥った。県の緊急融資でなんとか乗り切るが、財政が芳しくない大分県からの融資には県民からの批判の声が挙がった。
開幕当初こそキムの5試合6得点という活躍もあり上位につけていたが、4月25日から8月7日の富山戦で12試合ぶりの勝利を挙げるまで約3か月間勝ち星無し。その後17試合で4勝にとどまり、J2過去最低(当時)の15位に終わった。また、この年限りで皇甫が監督を退任した。
6月1日、2010 FIFAワールドカップ韓国代表メンバー23人にキム・ボギョンが選出された。大分に在籍する選手がワールドカップの代表メンバーに選出されるのは史上初であった。
2011年
| 監督 田坂和昭 清水圭介 土岐田洸平 阪田章裕 （作田裕次） 姜成浩 宮沢正史 三平和司 （イ・ドンミョン） 井上裕大 （永芳卓磨） チェ・ジョンハン 前田俊介 西弘則 森島康仁 2011年基本スタメン |

チームスローガン：SORYOKU戦 総力×走力
前年まで清水でヘッドコーチを務めていた田坂和昭が監督に就任。オフにキム・ボギョンがレンタル元のC大阪に復帰、更に前年から続く経営危機の影響で東慶悟、菊地直哉、そして藤田義明がJ1クラブに完全移籍し、高松がFC東京に期限付き移籍した。補強は水戸から大卒1年目の作田裕次と藤川祐司、熊本から西弘則などの若手選手を獲得した。
シーズン途中からフォーメーションを3-4-3に変更し、FWのチェ・ジョンハンや三平和司がサイドで起用されたり、DFの刀根亮輔がFW、ボランチの姜成浩がCBで起用されたりと多くの選手を様々なポジションにコンバートさせリーグを戦った。また、前田俊介や森島康仁がそれぞれ自己最高の成績を残すなど若手が台頭。なお、J2シーズン成績は12位。天皇杯は3回戦で敗退した。
2012年
| 監督 田坂和昭 丹野研太 土岐田洸平 阪田章裕 安川有 宮沢正史 三平和司 チェ・ジョンハン 村井慎二 丸谷拓也 木島悠 森島康仁 2012年J1昇格PO決勝 |

チームスローガン：挑戦×頂戦
田坂体制2年目。昨シーズンクラブの主軸として活躍した前田、姜がJ1クラブに移籍したものの、森島、土岐田らその他の主力選手の引き止めには成功し流出を少数にとどめた。補強では、千葉から元日本代表の村井慎二を獲得し、FC東京にレンタル移籍していた高松が復帰した。後はC大阪より3人の若手選手をレンタル加入させるなど前年と同じく多くの若手選手を獲得した。また、5月に「J1昇格支援募金」を開始した（後述）。
開幕戦は2007年以来のホームスタジアムでの開催となった。リーグ戦では第21節、アウェイでギラヴァンツ北九州を破り、バトルオブ九州初勝利を挙げ同時に6年ぶりの4連勝を達成した。第23節に首位に立ったものの自動昇格となる2位以内に入ったのはその1節のみだった。とはいえ、3連敗以上の連敗をしないなどシーズンを通じて安定した戦いを見せ、第18節以降J1昇格プレーオフ圏内である6位以内を最終節までキープした（最終順位は6位）。J1ライセンス交付の条件とされていた、後述の「公式試合安定開催基金」からの融資残額3億円についても、5月下旬から一般市民や地元政財界に支援を募り、集まった寄付金・支援金計3億3,306万1,323円から返済期限とされた10月12日までに完済したため、PO進出が決まった。
11月18日のPO準決勝は京都に森島が4ゴールを決めて4-0で、11月23日のPO決勝は千葉に林丈統のゴールで1-0で勝利を収めて、2009年以来4年ぶりのJ1復帰を果たした。天皇杯は初戦（2回戦）で水戸ホーリーホックに敗退。

### 2013年（J1）
| 監督 田坂和昭 丹野研太 （清水圭介） 阪田章裕 （若狭大志） 高木和道 安川有 (土岐田洸平) 宮沢正史 （梶山陽平） R.マンシャ 為田大貴 （松本怜） チェ・ジョンハン 西弘則 （丸谷拓也） 木村祐志 （森島康仁） 高松大樹 2013年基本スタメン |

チームスローガン：氣力×機力
田坂体制3年目。リーグ戦チーム最多タイの14得点の三平和司と石神直哉が湘南からの期限付き移籍期間満了により退団し、他にも作田裕次、イ・ドンミョン等がチームを離れた。一方、補強では神戸より元日本代表の高木和道、大宮より2009年以来の復帰となる深谷友基を獲得。その他にも児玉新、小松塁、辻尾真二と30代手前～前半の年齢の選手を中心に、合わせて9選手が加入した。また、シーズン途中に今季加入の金永基、小松を他クラブに期限付き移籍で放出。北京五輪日本代表であった梶山陽平をFC東京から期限付き移籍で獲得した。
J1リーグ戦はシーズン初勝利が開幕から2ヶ月以上経過した5月18日のJ1第12節・アウェー新潟戦まで掛かるなど終始低迷。第8節で最下位となって以降は順位を浮上させることができず、10月5日の第28節C大阪戦に0-2で敗れたことで、リーグ戦6試合を残し1年でのJ2降格が決定した。最終的には勝利数がJ1リーグ最低新の2（過去の最低記録は2010年湘南の3勝）、勝点もJ1リーグ最低タイ記録の14（2012年札幌と同点）を記録した他、リーグ戦ホームゲームの戦績が4分13敗とJリーグ史上初のシーズン中ホームゲーム未勝利（ヤマザキナビスコカップでも1分2敗だったためJリーグのチーム相手の公式戦総計は5分15敗）となった。
天皇杯はクラブ史上最高成績となるベスト8の成績を残した。

### 2014年 - 2015年（J2）
2014年
| 監督 田坂和昭 武田洋平 西弘則 阪田章裕 （若狭大志） 高木和道 安川有 松本昌也 伊藤大介 （ダニエル） 末吉隼也 為田大貴 風間宏矢 林容平 2014年基本スタメン |

チームスローガン：前進×全心
田坂体制4年目。2013年のチーム内得点王であった森島康仁が川崎に、正GKを主に務めた丹野研太が古巣・C大阪にそれぞれ完全移籍。主将・宮沢正史は契約満了に伴い岐阜に移籍。その他には梶山陽平、松原健など計16人が退団した。補強面では鳥栖から室拓哉、C大阪から武田洋平、千葉から伊藤大介をいずれも完全移籍で、鳥栖から末吉隼也とクラブ初のコロンビア人となるジョナサン、新潟から増田繁人、名古屋から田中輝希、神戸からカン・ユングをいずれも期限付き移籍で獲得。更に新人として大阪体育大学から伊佐耕平が加入した。また、前年から期限付き移籍中の松本怜の期限付き移籍期間を1年間延長し、2014年新体制発表時点での選手数は25人となった。チーム創立から20周年の節目のシーズンになる事に併せ、6月21日の愛媛戦は20周年記念試合と銘打ち開催された（詳細については20周年記念試合を参照）。
アウェーで迎えた開幕戦は水戸に1-2で敗北したが、ホーム開幕戦となる第2節で北九州に1-0で勝利し、昨シーズンから続いたリーグ戦ホームゲーム未勝利記録を17でストップさせた。その後は極端に成績を落とすことは無かったものの順位を3位以上に付けることができず、J1昇格プレーオフの枠を磐田、千葉、北九州（クラブライセンスの関係によりプレーオフ出場権無し）、山形らと争う形となった。その後シーズン途中で大宮から加入したラドンチッチ（11月に膝の手術のため退団）、FC東京（シーズン前半は岡山に期限付き移籍）から期限付き移籍で加入した林容平、ラドンチッチとほぼ入れ替わりで加入したダニエルの活躍もあって39節終了時点でプレーオフ圏内の6位につけるも、第40節の水戸戦で逆転負けを喫し7位に後退。その後順位を浮上させることはできず、2年振りのJ1昇格プレーオフ進出を果たす事はできなかった。
またこの年開催された2014 FIFAワールドカップでは、大分U-18に在籍し2種登録選手としてトップチームに登録されていた坂井大将が、名古屋の杉森考起と共にトレーニングパートナーとして日本代表に直前合宿から大会終了まで帯同した。
2015年
| 監督 田坂和昭→柳田伸明 武田洋平 西弘則 ダニエル （若狭大志） 鈴木義宜 安川有 （山口貴弘） 松本怜 （後藤優介） 松本昌也 兵働昭弘 為田大貴 三平和司 伊佐耕平 （エヴァンドロ） （高松大樹） 2015年基本スタメン |

チームスローガン：結集×決蹴 ALL FOR J1
田坂体制5年目。伊藤が岡山に、末吉が古巣・福岡に移籍。そして林は移籍期間満了に伴いFC東京に復帰した。また、キャプテンを務めた高木が契約満了となり岐阜に移籍した。その他8人の選手が退団し合計12選手が大分を去った。一方補強面ではブラジル人のエヴァンドロ、東ティモール国籍を有するムリロ・アルメイダ、更には新潟から岡本英也、そして京都から三平和司が3年振りに復帰するなど前線の選手を多く補強した。また千葉から兵働昭弘が加入。その他にも8選手が加入し、大分に加入後即V大分に期限付き移籍となったフェリペ（3月にアルメイダと入れ替わりで復帰）を含め併せて14選手が加入した。キャプテンには2004年のサンドロ以来、11年ぶりの外国籍選手キャプテンとなるダニエルが就任した。
しかしシーズンが始まると戦術の浸透の失敗や、新加入選手が機能せず前述の末吉・伊藤・林らの穴を埋めきれなかった影響で開幕から低迷。第16節終了時点で2勝5分9敗の最下位に留まった事で、6月1日に監督・田坂を解任。当初は外部から後任監督を招聘する予定であったが交渉が不発に終わり、最終的には強化育成部長で監督代行も務めていた柳田伸明が7月2日より監督に就任することとなった。当月は東京V戦での15試合ぶりの白星を含む3勝と復調の兆しを見せたが勢いを持続させることはできず、また荒田智之、パウリーニョらの途中補強も実らず降格圏から脱出するまでには至らなかった。最後は4連敗を喫するなど不安定なチーム状況のまま21位でリーグ戦を終え、J2・J3入れ替え戦に出場する事となった。
入れ替え戦はJ3・2位の町田に2戦とも敗れ（トータルスコアは1-3）、J1経験クラブとして初のJ3リーグ降格となった。シーズン終了後に柳田が監督を退任した。

### 2016年（J3）
| 監督 片野坂知宏 修行智仁 （上福元直人） 岩田智輝 鈴木義宜 （ダニエル） 福森直也 山岸智 （山口真司） 清本拓己 八反田康平 姫野宥弥 （千明聖典） 松本昌也 （松本怜） 三平和司 （吉平翼） 後藤優介 2016年基本スタメン |

チームスローガン：原点回帰 RETURN TO THE ORIGIN
新監督として、G大阪でヘッドコーチを務めていた片野坂知宏が就任。クラブ初の「大分トリニータ」在籍経験者の監督就任となった。またコーチメンバーにも吉村光示、山崎哲也（U-18監督より配置転換）が新たに加入し、留任したGKコーチ・吉坂圭介を含め全員が大分トリニータOBとなった。
他クラブに期限付き移籍中の選手を含め全選手に対して契約延長のオファーを出したが、チーム得点王であった為田大貴をはじめとして、昨シーズン先発出場機会の多かった若狭大志、武田洋平、兵働昭弘、安川有、西弘則等が他J1・J2クラブに移籍。また阪田章裕、荒田智之が同ディビジョンとなるJ3・長野に移籍。他クラブに期限付き移籍中であった風間・岡本も期限付き移籍先に完全移籍する等、退団選手は計13人となった。補強面では、元日本代表・山岸智を広島から獲得。他には黄誠秀、千明聖典、染矢一樹（4月1日契約解除）、山之内優貴、更には若手選手を3人期限付き移籍で獲得。そしてユースから3選手が昇格した。また昨シーズン限りで退任した青野浩志の後任として、新社長に榎徹が就任。強化育成部長には昨シーズン途中から代理で務めていた西山哲平が就任した。
開幕3連勝を記録し、同節終了時には首位に浮上するも、第4節で琉球に敗れ首位を明け渡す。その後は勝ち星を伸ばすことができなくなり、同節から4試合未勝利（1分3敗、上記の通り第5節は延期）で、第8節終了時には一旦10位まで順位を下げた。第15節では最下位・YS横浜に敗戦を喫し、前半戦を昇格圏外となる3位で折り返した。そして第19節には9連勝中の首位・栃木に敗戦を喫し首位との勝ち点差が9に広がった。しかしその後、シーズン途中に加入した八反田康平らの活躍や、失点リスクを抑えた相手対策重視の戦法に切り替えたこと により、第28節終了時までで7勝1分1敗という追い上げを見せ栃木を追走。ホーム最終戦となった第29節・YS横浜戦にて大分が勝利し、栃木が敗北した為、栃木と勝点で並び得失点差で第3節以来の首位に立った。そして最終節の鳥取戦を4-2で勝利し、最終5節を5連勝で終えJ3リーグ優勝、1年でのJ2リーグ復帰を果たした。
また、このシーズンを以て2000年の入団以降、FC東京へ期限付き移籍した2011年を除いて大分でプレーし、長年に渡り中心選手として活躍した高松大樹が現役を引退した。現役最後の試合となったホーム・大分銀行ドームで開催されたYS横浜戦には、J3記録（当時）となる11,065人の観衆が詰めかけた。また年間の観客数が116,563人とJ3創設3年目にして初めて年間10万人を突破したクラブとなり、1試合平均も7,771人で史上最多記録を大幅に更新した。

### 2017年 - 2018年（J2）
2017年
| 監督 片野坂知宏 上福元直人 鈴木義宜 竹内彬 福森直也 川西翔太 鈴木惇 岸田翔平 松本怜 （山岸智） 後藤優介 小手川宏基 三平和司 （伊佐耕平） 2017年基本スタメン |

チームスローガン：初志貫徹 Just for Victory
片野坂体制2年目。前述した高松大樹の引退をはじめ、松本昌也が磐田に移籍、J3優勝に貢献した八反田康平ら4人が期限付き移籍期間満了、2015年にキャプテンを務めたダニエル、千明聖典ら5人が契約満了で合計11名がチームを去った。また江頭一輝が東海社会人サッカーリーグの鈴鹿アンリミテッドFCに期限付き移籍となった。
補強面では、小手川宏基、林容平、岸田翔平というクラブに縁のある選手をはじめ竹内彬、黒木恭平、川西翔太、高木駿が完全移籍で加入。また鈴木惇、坂井達弥、前田凌佑が期限付き移籍で加入し、昨シーズン期限付き移籍で大分に在籍した清本拓己、大津耀誠が完全移籍に移行。そして大分U-18から野上拓哉、大分U-18出身の國分伸太郎が立命館大学より加入した。シーズン途中には坂井大将がベルギー2部のAFCテュビズに期限付き移籍した一方で、湘南からシキーニョが加入するなど、3選手が加入した。
リーグ戦に入ると、開幕戦・A福岡戦を2-1で勝利。更に第9節・A湘南戦では1-0、第13節・H名古屋戦では4-1のスコアで勝利を収め昨年のJ1在籍チーム全てから勝ち点3をあげ、前半戦終了時には9勝5分6敗の勝点32の9位につけた。後半戦に入ると、第26節終了時には6位と勝点で並ぶ7位にまで浮上。続く3試合で1分2敗とし12位まで順位が低下したが、その後再び盛り返し、第38節終了時には8位ながら6位の徳島と勝点差1まで迫った。続く2試合で1分1敗、そして第41節で徳島との直接対決に敗れたことによりJ1昇格プレーオフ進出は逃したものの、目標勝ち点45 に対し19上回る勝ち点64を記録し最終順位は9位となった。アウェーゲームではリーグ3位の成績であった反面、ホームゲームでは9月2日に開催された群馬戦から最終戦・熊本戦までの約2か月半の間未勝利の状態に陥るなど負け越しリーグ16位の成績であった。
2018年
| 監督 片野坂知宏 高木駿 岩田智輝 （刀根亮輔） 鈴木義宜 福森直也 前田凌佑 （宮阪政樹） 丸谷拓也 松本怜 星雄次 三平和司 （小手川宏基） 馬場賢治 （後藤優介） 藤本憲明 （伊佐耕平） 2018年基本スタメン |

チームスローガン：勇往邁進 With Trinita Spirits
片野坂体制3年目。昨季主に先発出場をした上福元直人が東京Vへ移籍し、鈴木惇が期限付き移籍期間満了に伴い福岡に復帰。また、2016-2017年にキャプテンを務めた山岸智が契約満了により退団。吉平翼が秋田、佐藤昂洋がJFL・青森に期限付き移籍するなど、計11名が退団した。
補強面では、昨シーズンと同様に刀根亮輔、丸谷拓也、山口真司（期限付き移籍）と大分に過去所属経験のある3選手の加入を始め、J3リーグで2年連続得点王となった藤本憲明や馬場賢治、星雄次、那須川将大、兼田亜季重が完全移籍で加入。また宮阪政樹、イム・スンギョムと前述の山口を含め3選手が期限付き移籍で加入。U-18からの昇格を含む高校・大学新卒選手の獲得は無く、新加入選手は計10人となった。夏の移籍期間では、イムが期限付き移籍期間を前倒しして満了し退団、今季よりキャプテンを務めていた竹内が讃岐に期限付き移籍した一方で、FCフアレスよりウイリアンを完全移籍で、千葉より岡野洵を期限付き移籍で獲得した。
開幕戦は勝利したものの、その後三戦勝ち無しとなり第3・4節は共に無得点であった。それでも戦術の浸透と星、馬場ら新戦力の活躍もあって 第5節・水戸戦から第8節・京都戦にかけて4連勝し2位に浮上。第10節・金沢戦に勝利した事で同シーズン初めて首位に浮上した。その後は第18、19節で一旦首位を明け渡すが、翌第20節で再び首位浮上、前半戦（第21節終了時点）を首位で折り返す。
しかしシーズン折り返し後は、大分の戦術スタイルに対する相手の研究が進んだこともあり 前節（第21節）から数えて3連敗を含む5試合未勝利となり5位に転落した。その対策として第26節・岐阜戦において3ボランチを採用した3-5-2のシステムに変更し、これまで途中出場中心であったり出場機会の少なかった三平和司、岩田智輝、前田凌佑、小手川宏基らを起用し同試合を勝利した。その後再び3試合未勝利で一時はJ1参入プレーオフ圏外の7位まで順位を落としたが、対戦相手によってシステム、戦術、選手起用を臨機応変に使い分けた事により復調。第32節・熊本戦から第36節・京都戦にかけては5連勝を記録し第21節以来の首位に浮上、その後は自動昇格圏内をキープした。
2位で迎えた最終節・アウェー山形戦は、星のゴールにより試合終了間際まで1-0でリードしていたが、後半アディショナルタイムに失点を喫する。そのままスコアは動かず引き分けに終わり、23勝7分12敗・勝ち点76で全日程を終了した。他会場の結果、町田と横浜FCに勝ち点で並ばれたものの得失点差により 自動昇格圏内の2位を守り、6シーズンぶりのJ1復帰が決定した。J3リーグ在籍経験のあるクラブとしては初のJ1昇格事例となる。同シーズンでの得点数76はリーグ最多を記録。また馬場、藤本、三平、後藤と4人がリーグ戦10得点以上を達成したのは2009年の湘南 以来9年振りの出来事であり、39試合目での達成はJ2最速であった。

### 2019年 - 2021年（J1）
2019年
| 監督 片野坂知宏 高木駿 岩田智輝 鈴木義宜 三竿雄斗 （福森直也） 小林裕紀 （前田凌佑） 長谷川雄志 （島川俊郎） （ティティパン） 松本怜 田中達也 （高山薫） 三平和司 （後藤優介） 小塚和季 オナイウ阿道 （藤本憲明） 2019年基本スタメン |

チームスローガン：勇猛果敢 OITA TRINITA BRAVE SPIRITS
片野坂体制4年目。林容平や宮阪政樹、川西翔太、清本拓己、修行智仁ら期限付き移籍していた2選手を含め全15人が退団。補強面は期限付き移籍していた坂井大将、吉平翼の復帰を始め、高山薫、小林成豪、三竿雄斗、小塚和季、オナイウ阿道、そしてタイ代表のティティパンら全15人が加入した。
昨季の主力は残留し継続性を確保した他、J2で22得点を記録したオナイウ、12得点を記録した小林を始め、伊藤涼太郎、小塚、庄司朋乃也など「試合から遠ざかっている名前のあるベテランよりも、J2で結果を出した選手の方が力を発揮してくれる」という強化部長・西山哲平の判断から、昨季J2で活躍した選手を多く補強し前線の強化に成功。監督の片野坂も新体制発表会見にて「僕が要求した選手をある程度クラブが揃えて、J1で戦える戦力を整えてくれた」と語った。
シーズン開始前の予想では多くの記者・スポーツライターからJ2降格候補に挙げられたが、開幕戦で鹿島アントラーズにアウェーで2006年以来2度目の勝利を収めると、2月・3月度の月間MVPを受賞した藤本憲明の活躍もあって、7節から12節にかけて6試合無敗を記録するなど一時は順位を3位まで浮上させる。その後は上位陣との対戦が続いた事もあり勝ち点を伸ばせなかったが、17節の浦和レッズ戦で6試合振りに勝利を収め前半戦を8勝5分4敗の4位で折り返した。
後半戦に入ると、藤本のヴィッセル神戸への移籍や対戦チームからの分析が進んだ影響で4勝6分7敗と負け越したが、夏の移籍期間で加入した田中達也、小林裕紀を新たに先発メンバーに加え、前年同様GKから繋ぐサッカーを貫徹。当初の目標であった「勝点45」を3試合を残してクリアし、一度も残留争いに巻き込まれること無く12勝11分11敗・勝点47の9位でシーズンを終えた。
一方、6年振りに参加したルヴァンカップ ではグループステージ最終節までプレーオフステージ進出の可能性を残したが、セレッソ大阪に敗れて2008年以来のグループステージ突破は果たせなかった。天皇杯は歴代最高タイ記録となるベスト8に進出した。
2020年
| 監督 片野坂知宏 高木駿 （ムン・キョンゴン） 岩田智輝 鈴木義宜 三竿雄斗 島川俊郎 （小林裕紀） 長谷川雄志 （羽田健人） 松本怜 （小出悠太） 田中達也 （香川勇気） 野村直輝 （渡大生） 町田也真人 （三平和司） 知念慶 （伊佐耕平） 2020年基本スタメン |

チームスローガン：不撓不屈 OITA TRINITA Spirit.
片野坂体制5年目。丸谷拓也が現役引退し、後藤優介が清水へ完全移籍で、昨季期限付き移籍で加入していたオナイウ、ティティパンら7選手がいずれも移籍期間満了により退団した。小島亨介は新潟へと期限付き移籍するなど他クラブへ期限付き移籍していた3選手も含め全13人が退団した。補強面では昨季途中から期限付き移籍していた高畑奎汰が復帰した他、渡大生、知念慶、町田也真人、香川勇気、野村直輝、髙澤優也ら全12人が加入した。
「勝ち点55・総得点50・失点35の6位」を目標に掲げたが、第1節終了後まもなく新型コロナウイルス感染症流行の影響によりリーグが約4か月にわたって中断。7月上旬からの再開後は12月中旬までの約4か月半で全日程を消化する過密日程を強いられたことにより新加入選手を中心に怪我人が続出した。第5節から第9節にかけては5連敗を喫するなど一時低迷したが、その後はチーム状態が回復。下位争いに巻き込まれる事なく安定した戦いを見せたが、前年同様得点数は伸び悩み（総得点36・リーグワースト2位）、最終的に勝ち点43の11位でシーズンを終えた。
リーグ戦と同様カップ戦もコロナ禍の影響を受け、試合数が全3試合に削減されたルヴァン杯では3戦未勝利に終わりグループステージ敗退。天皇杯は出場チーム数削減の影響 でJリーグ加盟後では初めて不参加となった。
2021年
| 監督 片野坂知宏 高木駿 （P・ウィリアム） 小出悠太 （刀根亮輔） トレヴィザン （坂圭祐） 三竿雄斗 小林裕紀 （羽田健人） 下田北斗 （長谷川雄志） 増山朝陽 （井上健太） （松本怜） 香川勇気 渡邉新太 （小林成豪） 町田也真人 伊佐耕平 （長沢駿） 2021年基本スタメン |

チームスローガン：一致団結 Fight Together!
片野坂体制6年目。昨シーズンキャプテンを務めた鈴木義宜をはじめ、岩田智輝、田中達也、島川俊郎ら6選手が他J1クラブに完全移籍し、期限付き移籍加入していた知念慶は川崎に復帰した。また三平和司、前田凌佑ら4選手が契約満了により退団し、ムン・キョンゴンが兵役の関係で韓国に帰国するなど計13人がチームを離れた。補強面では長沢駿、坂圭祐、下田北斗、ポープ・ウィリアム、渡邉新太ら8選手が完全移籍加入し、エンリケ・トレヴィザン、ペレイラが期限付き移籍加入。昨季特別指定選手としてリーグ公式戦デビューを果たしていた井上健太、藤本一輝ら新卒選手が4選手が入団した。
当シーズンは前年から続くコロナ禍の影響で全20チーム、降格枠4と例年と異なるレギュレーションとなった。第2節・横浜FC戦でシーズン初勝利を収めるなど開幕3試合は1勝2分とまずまずの滑り出しであったが、鈴木・岩田ら昨季の主力選手流出の影響は隠せず第5節から第11節にかけて7連敗を記録しJ2降格圏に転落。第12節で清水に勝利を収め連敗をストップさせた後もチーム状態は上向かず、1試合未消化ではあるものの前半戦を3勝4分11敗の19位で折り返した。なお、ルヴァンカップはグループステージで敗退した。
夏の移籍期間では高山薫、黒﨑隼人、福森健太、髙澤優也が期限付き移籍でチームを離れた一方で、14年ぶりの復帰となる梅崎司をはじめ、呉屋大翔、野嶽惇也、増山朝陽を完全移籍で獲得し巻き返しを図った。9月・10月のゲームでは3勝2分1敗と善戦を見せたが降格圏を1度として脱するには至らず、第36節・鹿島戦をドローで終えると他会場の結果により、2試合を残して4年ぶりのJ2降格が決定した。ホームゲームでは7勝5分7敗勝点26得失点差-2と、J1全20チーム中12位の成績を挙げながら、アウェーでは初戦の横浜FC戦勝利の後、最終節の柏戦に勝利するまで17試合勝利がなく、2勝3分14敗で横浜FCと並び20チーム中最少タイの勝点9に終わった。
天皇杯では、準決勝で同年J1優勝の川崎フロンターレにPK戦で勝利し、九州ならびに本州以外を本拠地とするチームとして1966年1月の第45回大会の八幡製鐵以来56大会ぶり、Jリーグ創設後は史上初めて決勝に進出。決勝戦では1点ビハインドで迎えた後半終了間際にペレイラの得点で同点に追いついたものの、後半アディショナルタイムに浦和に得点を許し1-2で敗れ準優勝に終わった。
同シーズンを以て、片野坂が監督を退任。6シーズンの監督在任はクラブ史上歴代最長となった。

### 2022年 -（J2）
2022年
チームスローガン：挑戦 Never Stop Challenging
過去に横浜FC、柏レイソルで監督を務めた下平隆宏が新監督に就任。エンリケ・トレヴィザン、ポープ・ウィリアム、長谷川雄志が他クラブに移籍したもののそれ以外の退団は既に期限付き移籍中であった3選手に留まった。補強面では中川寛斗、伊東幸敏に加え、エドゥアルド・ネット、サムエルと2人のブラジル人選手が完全移籍で加入した他、大卒選手として宇津元伸弥、濵田太郎、そしてU-18から屋敷優成が昇格した。
1年でのJ1復帰を目指し勝ち点84を目標に定めたシーズンであったが、W杯カタール大会が同年冬に開催される影響でシーズンが例年より前倒しで終了する事に加え、ルヴァン杯参加による影響で開幕から11連戦、9連戦、7連戦というスケジュールとなり戦術が十分に浸透しないまま、多くの試合を行うこととなった。また、主力選手にも怪我人が続出したこともあり第6節まで未勝利（3分2敗）と出遅れ、前半戦を勝ち点28の10位で終えた。
夏の移籍期間では加入・退団選手が共に居なかったが、移籍ウィンドウ終了直後に金崎夢生が名古屋との契約を解除した上で加入、13シーズンぶりの復帰となった。後半戦は日程に少し余裕が出たことや若手の成長により調子を上げ、10戦負けなしを記録するなど10勝8分3敗の成績を残した。しかし目標とした自動昇格圏入りには及ばず、最終順位は勝ち点66の5位でJ1参入プレーオフに回ることとなった。
J1参入プレーオフ・1回戦では、リーグ4位・熊本と対戦。2-2で引き分けたが、引き分けの場合はリーグ戦上位を2回戦進出とする規定により敗退となった。
2023年
チームスローガン：繋（つなぐ）
下平体制2年目。クラブ・リレーションズ・オフィサーに就任した松本怜をはじめ、金崎夢生、小林裕紀など計5選手が契約満了となった他、井上健太、三竿雄斗、呉屋大翔、下田北斗など昨季他クラブに期限付き移籍していた髙澤優也も含め計9選手が他クラブに移籍し、濵田太郎が長野へ期限付き移籍した。補強面では大分U-18出身の茂平や昨季J3ベストイレブンを受賞した安藤智哉、更にはデルラン、テイシェイラなど計6選手が移籍加入した他、期限付き移籍中であった高橋祐翔が復帰。U-18から佐藤丈晟、保田堅心が昇格し、大卒選手として松尾勇佑が加入した。また大分FCの代表取締役が榎徹から、前常務取締役の小澤正風に交代した。
夏の移籍期間では広島から鮎川峻が育成型期限付き移籍で加入した一方、高木駿が札幌へ移籍した。
第41節、金沢に2-2で引き分け。プレーオフ進出の可能性が消滅した。その6日後の11月10日、下平監督の退任が発表された。
2024年
チームスローガン：三位一体
3年ぶりに片野坂知宏が監督に就任した。刀根亮輔 と長沢駿、坂圭祐が契約満了で退団したほか、高畑奎汰、藤本一輝、上夷克典など主力級の選手がJ1クラブへと移籍した。新卒選手は3名がユースから昇格し、小酒井新大とキム・ヒョンウがそれぞれ中京大学と常葉大学から加入した。薩川淳貴を鹿児島から獲得し、藤原優大が浦和レッズから育成型期限付き移籍、鮎川峻の育成型期限付き移籍を延長したほかGK2人の加入程度であり、即戦力の補強は最小限にとどまった。
1月17日のトレーニング中の負傷でサムエルが長期離脱を余儀なくされたため、契約満了後所属未定のままであった長沢と再契約をした。
参加チームがJ2・J3全クラブに拡大されたため2シーズンぶりの参加となったYBCルヴァンカップでは、1回戦でJ3北九州に延長戦の末0-1で敗れ初戦敗退となった。
夏には新井栄聡が町田へ移籍。髙橋大悟と吉田真那斗をそれぞれ期限付き移籍と育成型期限付き移籍で獲得し、残留争いに陥ったチームの復調を目指し補強を行った。
第36節のアウェイ秋田戦に2-0で勝利し、他会場の結果もありJ2残留を決めた。
2025年
チームスローガン：力戦奮闘
片野坂体制2年目。ゼネラルマネージャーの西山哲平が退任し、かつて強化部に所属していた吉岡宗重がスポーツダイレクターに就任。梅崎司の引退や長沢駿、町田也真人といったベテラン勢が契約満了となったほか、弓場将輝が清水へ完全移籍、保田堅心がKRCヘンクへ期限付き移籍と主力の若手も退団した。補強の面では髙橋大悟以外の期限付き移籍選手3人が契約期間を延長。前シーズンにいわきで10得点を記録した有馬幸太郎のほか、群馬から天笠泰輝、横浜FMから榊原彗悟と主力級の選手を完全移籍で獲得した。また、清武弘嗣が15年ぶりに復帰し、キャプテンに指名された。
開幕戦で前年J1在籍の札幌相手に勝利を収めるなど、序盤戦は好調を維持し、第13節終了時点で昇格PO圏内に順位を付けたが、その後は勝ち星を積み上げられなくなり、第18節・甲府戦以降は未勝利が続く事態となった。夏の移籍期間で香川勇気を完全移籍で、キム・ヒョンウ、木許太賀を期限付き移籍で放出した一方で、グレイソン、落合陸、そして3年振りの復帰となる三竿雄斗を獲得し巻き返しを図ったがチーム状況は好転せず、第26節終了時点でJ3降格圏まで勝点差5の16位と低迷した。8月18日付けで監督・片野坂を双方合意の上で契約解除、後任監督にはヘッドコーチの竹中穣が就任した。
YBCルヴァンカップでは、本拠地クラサスドームで開催された1回戦山口戦に2-3で敗れ、2年連続初戦敗退となった。

## タイトル ・表彰

### 国内タイトル
- Jリーグカップ：1回[1]
  - 2008年
- J2リーグ：1回[1]
  - 2002年
- J3リーグ：1回[1]
  - 2016年

### その他タイトル
- 九州サッカーリーグ：1回
  - 1995年
- 大分県社会人サッカーリーグ：1回
  - 1994年
- 大分県サッカー選手権大会（天皇杯大分県予選）：1回
  - 2016年

#### 表彰
Jリーグフェアプレー賞高円宮杯：1回
- 2020年

J1フェアプレー賞：3回
- 2019年、2020年、2021年

J2フェアプレー賞：3回
- 2017年、2018年、2022年

J3フェアプレー賞：1回
- 2016年

### 個人別
J1リーグ
- 優秀選手賞
  - 2005年 マグノ・アウベス
  - 2006年 西川周作
  - 2008年 エジミウソン、金崎夢生、西川周作、ホベルト、森重真人
- 優秀新人賞
  - 2005年 西川周作
- フェアプレー個人賞
  - 2006年 根本裕一
- 優秀監督賞
  - 2019年 片野坂知宏
- 月間MVP
  - 2019年2月・3月 藤本憲明

J2リーグ
- 得点王
  - 1999年 神野卓哉（19得点）
- 優秀監督賞
  - 2018年 片野坂知宏
- J2 Exciting 22[注 17]
  - 2011年 前田俊介
  - 2012年 三平和司
  - 2014年 為田大貴
- 月間MVP
  - 2018年10月 三平和司
- 月間ベストゴール
  - 2024年8月 ペレイラ
- 月間ヤングプレーヤー賞
  - 2024年8月 保田堅心
  - 2024年11・12月 屋敷優成

J3リーグ
- MYアウォーズ MVP[70]
  - 2016年 後藤優介
- MYアウォーズ ベストイレブン[70]
  - 2016年 上福元直人、清本拓己、後藤優介、鈴木義宜、ダニエル、福森直也、松本昌也、山岸智

Jリーグカップ
- MVP
  - 2008年 高松大樹
- ニューヒーロー賞
  - 2008年 金崎夢生

## 経営問題
大分トリニータを運営する株式会社大分フットボールクラブ（以下「大分FC」と記す。）には、1999年の会社設立以来、住宅リフォームメーカーのペイントハウスが筆頭株主として経営に参加していた（日経ビジネスオンラインによると、同社の創業者だった星野初太郎の肝いりだったという）。しかし、ペイントハウスの拡大路線が行き詰まり、同社の経営に投資コンサルタントの阪中彰夫が関与し始めた頃から、ペイントハウス、ひいては大分FCの経営が揺らぎはじめ、これをきっかけとなって様々な問題が生じ、クラブ経営が翻弄され続けることになった。

### 2004年から2005年
2004年、クラブ創設以来ユニフォームスポンサーを務めていたペイントハウスが年度途中で撤退。これをきっかけとして大分FCは経営難に陥り、2005年9月時点で7億2,500万円の累積赤字、3億4,400万円の債務超過となった。また、これと相前後して、2004年途中にペイントハウスの代わりにユニフォームの胸スポンサーに就いた、ミュージシャンの小室哲哉が役員を務めるイベント会社「トライバルキックス」による年間スポンサー料7,000万円の滞納が発覚した。大分FCの経営諮問委員会は2005年9月14日にとりまとめた答申で「極めて厳しい状況。運転資金確保が緊急の課題」と結論づけ、大分FCが9月21日までに2億円の調達が必要であるとし、大分県に公的支援を要請した。
これを受け、大分FCは大分県の外郭団体である大分県スポーツ文化振興財団から2億円の融資を受けた他、6月にユニフォーム胸スポンサーとなったパチンコホール運営会社のマルハンが2006年から6年間の年間シートを購入し、資金繰りを乗り切った。マルハンのスポンサードに関してはJリーグの規定に抵触するのではないかとの指摘があったものの、このときは特例として認められた。
2006年12月、Jリーグから、「（マルハンをはじめとする）ホール業界がJリーグのスポンサー自粛カテゴリーにあたり、2007年シーズン以降のユニフォームスポンサーとして許可できない」との方針が示されたことを受け、マルハンはこれ以降「スペシャルスポンサー」としてトリニータの支援を行うことになる。

### 2009年以降
2009年9月14日、大分FCは、マルハンが「ユニホームに企業名が入らず広告対価が伴わない」ことを理由にスポンサーを完全撤退したことを発表。加えて、2006年以降スポンサーに名を連ねていたフロンテック（「BOWS」表記）、オメガプロジェクト（現・伊豆シャボテンリゾート）が役員逮捕を起因とする経営難などから2009年までに相次いで撤退、さらに一度はスポンサー継続を決めていたジョイフル も、業績悪化で代表取締役の交代が決まった直後の3月にユニフォームスポンサーから撤退。そのうえ2009年途中からユニフォームの胸スポンサーとなったフォーリーフジャパンはそのビジネス手法などを巡り当初からサポーターの反発を受けていたこともあってに同年限りでスポンサーから降板するなど、大口スポンサーの撤退が相次いだことで再度の経営危機が一気に表面化した。
具体的には、2009年1月期現在で累積赤字が11億円、債務超過額が5億5,800万円 となっており、更には成績不振による入場料減収や監督交代に伴う人件費増加もあって、翌2010年度の運営費を前倒しで使う自転車操業のような経営方針もあいまって、2009年11月からのリーグ戦残り3節（うちホーム2試合）の運営が困難となった。
2009年11月11日、日本プロサッカーリーグが設立した公式試合安定開催基金からの緊急融資を申請した（J1所属クラブが同基金からの融資を申請するのは史上初）。申請の際、本年度のみで2億円程度不足とみられていた が、大分県は本年度のみで約4億円不足すると発表した。11月17日、Jリーグ理事会にて合計6億円の融資（当初3億5,000万円、2010年1月末に2億5,000万円）を決定。Jリーグは大分FCについて「経営破たんに近い、あってはならない経営」と指摘。11月20日、大分FC社長の溝畑宏が12月5日の公式戦終了後に引責辞任して、副社長の皇甫官が社長代行に就任することを発表。12月12日には、皇甫および強化部長の原靖が辞任し、大分県経営企画部長の青野浩志が代表取締役代行に就任した。
当初の緊急融資を受け、大分FCは再建計画書をJリーグに提出したが、「経費削減が不十分」として 12月14日のJリーグ理事会で追加融資分2億5千万円の承認が否決。12月23日のJリーグ臨時理事会でも同様の理由により否決されたため、大分FCは地元銀行からのつなぎ融資を受け当座の資金を確保した。これを受け、大分県や地元企業らが中心になって新たに「大分トリニータを支える県民会議」が発足。また大分市役所内にチーム支援のための募金箱を設置し、当面「5,000万円を目標」として募金を募った。ただ大分県内でもチーム支援に対する考えは地域によって温度差があり、大分市以外では「なぜトリニータばかり優遇するのか」という不満の意見もあった。
2010年1月19日、大分FCが再提出した運営予算を削減した計画書に基づき、Jリーグ理事会は更なる予算圧縮を要望しつつ残り2億5,000万円の追加融資を決定。2月16日には、大分FCが再度提出した予算を更に修正した計画書に基づき、Jリーグ理事会は追加融資を正式に了承した。大分県は再建支援のため、これまで半額免除であった大分銀行ドームの使用料を、2010年シーズンは全額免除することを決定。その後、全額免除は2012年シーズンまで続いている。
なお、債務超過額については、2009年1月期時点での5億8千万円あまりから、2009年12月の調査時点で大分FCによる調査で実質9億円以上になると判明。2010年1月末時点では11億6,700万円の債務超過額であることが4月27日の大分FCの株主総会で明らかにされた。
2010年5月、ティエムシー（旧・ペイントハウス）が保有していた大分FCの株式を買い取った大分商工会議所が筆頭株主となった。
2011年、ダイハツ九州が胸スポンサーとなった。
2010年11月17日、2011年1月までに必要な運転資金5億円のうちの1億9,000万円が不足する可能性が出たため、大分FCは大分県文化スポーツ振興財団から2億円の追加融資を受けた（この時点で、2005年の融資のうち8,000万円が未返済であった）。
2012年1月31日、Jリーグの公式試合安定開催基金から融資を受けていた5億円の内の2億円を返済。その一方で、10月12日までに公式試合安定開催基金からの融資の残り3億円の返済を完了しなければ、成績上の条件（2位まで自動昇格、3-6位は今年度から採用される「J1昇格プレーオフ」進出権利）を満たしても2013年度からJ1昇格をすることができないという条件が課せられた。同年5月、3億円のうちの1億円を目標に、市民・団体などから寄付（1口5,000円、上限なし）を募る「J1昇格支援金」の募集を開始。支援金は、8月17日に目標の1億円に到達し、最終的には約1億2,380万円に達した。この支援金に、地元経済界からの支援約1億920万円、大分県等の行政からの支出1億円を合わせて、支援の総額は約3億3,300万円となり、大分FCは10月12日に基金からの融資を完済した。なお、2012年10月12日時点の債務超過額は約5億8,500万円である。
2019年6月24日、大分市出身の河野貴輝が創業した貸会議室大手・ティーケーピー（TKP）が発行済み株式の20%を取得し、筆頭株主となった上で資本・業務提携を結んだことが公表された。また、地元の九州乳業も株式の買い増しにより株式比率を20%程度にまで高め、TKPと共に筆頭株主となった上で企業再生ファンドからの株式の買い戻しを進め、クラブは6月25日の社長会見で企業再生ファンドからの株式の買い戻しが完了したと発表した。

### 一致団結プロジェクト
2019年末頃より流行した新型コロナウィルスの影響により、2020年度のスタジアム入場者数は大幅に減少し、クラブ経営に大きな影響を与えた。スポンサー営業も厳しい状況が続き、ユニフォームのスポンサーロゴ掲出箇所には空白が発生していた。そうした事情を踏まえクラウドファンディング・「#大分トリニータ一致団結プロジェクト～みんなの想いをピッチへ～」を2021年4月9日 - 5月16日にかけて実施。当初設定では目標金額を5,000万円とし、目標達成の暁にはユニフォーム鎖骨左の位置に同プロジェクトのロゴを掲出するとしていた。4月30日に当初目標金額に到達、その後「NEXT GOAL」として設定した8,000万円をも上回り、最終的に88,968,000円もの支援額が集まった。なお、プロジェクト期間中に筆頭株主であるティーケーピーが当初プロジェクトロゴ掲出予定であった鎖骨左部分のスポンサー契約を結んだことから、胸上中央部へとロゴ掲出位置が変更となった。

### 子会社
2019年12月3日にJリーグクラブとしては初となる子会社「株式会社トリニータマーケティング」を設立。東京都に拠点を置き、トリニータのYouTubeチャンネルでの動画配信、公式SNS・オンラインショップの運営・トリニータのグッズ開発、パブリックビューイングの開催、ソーシャルアクションなどを担当したが、新型コロナウイルス流行の影響に伴う経営合理化などを理由として、2020年10月31日を以て解散・清算となった。

## 海外クラブとの提携
- ヴィラ・ノヴァFC - 人材育成のための人的交流、選手育成に関するノウハウの提供、双方のスカウト活動のサポート及びビジネス関連の情報交換などを目的に2025年7月23日締結[113]。

## アカデミー
U-12、U-15、U-18各世代にチームを保有し、U-15は宇佐市を拠点とするチームも保有している。
大分U-18は、2013年にプリンスリーグ九州1部にて初優勝。プレミアリーグ参入戦に臨んだが、愛媛FC U-18に敗れ参入は見送りとなった。翌2014年、プリンスリーグ九州で連覇を果たすと、この年の参入戦で大谷室蘭高校、米子北高校に勝利し2015シーズンからのプレミアリーグWESTへ昇格が決定した。2015年は3位となったが、翌2016年はリーグ戦最下位となりプリンス九州に降格となった。
日本クラブユースサッカー選手権での最高成績は2012年、2014年、2018年、2019年のラウンド16、Jユースカップでの最高成績は2015年のベスト4となっている。天皇杯には過去4回出場をしている（但し第95回大会より規約が改定され、2種登録チームの参加資格が無くなった為現在は出場不可）。

### U-18歴代成績
| 年度 | 所属                 | 順位             | 勝点                                               | 試合数                                             | 勝                                                 | 分                                                 | 敗                                                 | 得点                                               | 失点                                               | 得失点差                                           |            | クラブユース 選手権 | Jユース選手権      | 他公式戦        |
| 2004 | プリンス九州2部      | 優勝             | 28                                                 | 10                                                 | 9                                                  | 1                                                  | 0                                                  | 28                                                 | 5                                                  | +23                                                |            | -                   | 2回戦              | 天皇杯3回戦敗退 |
| 2005 | プリンス九州1部      | 2位              | 22                                                 | 11                                                 | 7                                                  | 1                                                  | 3                                                  | 21                                                 | 13                                                 | +8                                                 | -          | 2回戦               | 天皇杯1回戦敗退    |                 |
| 2006 | プリンス九州1部      | 3位              | 23                                                 | 11                                                 | 7                                                  | 2                                                  | 2                                                  | 22                                                 | 8                                                  | +14                                                | -          | 2回戦               |                    |                 |
| 2007 | プリンス九州1部      | 3位              | 21                                                 | 11                                                 | 6                                                  | 3                                                  | 2                                                  | 20                                                 | 8                                                  | +12                                                | GL敗退     | ベスト8             | 天皇杯1回戦敗退    |                 |
| 2008 | プリンス九州1部      | 2位              | 22                                                 | 11                                                 | 7                                                  | 1                                                  | 3                                                  | 33                                                 | 25                                                 | +8                                                 | GL敗退     | 予選敗退            |                    |                 |
| 2009 | プリンス九州1部      | 2位              | 22                                                 | 11                                                 | 7                                                  | 1                                                  | 3                                                  | 21                                                 | 12                                                 | +9                                                 | GL敗退     | 2回戦               |                    |                 |
| 2010 | プリンス九州1部      | 3位              | 18                                                 | 11                                                 | 5                                                  | 3                                                  | 3                                                  | 29                                                 | 19                                                 | +10                                                | GL敗退     | 予選敗退            |                    |                 |
| 2011 | プリンス九州1部      | 2位              | 45                                                 | 22                                                 | 14                                                 | 3                                                  | 5                                                  | 69                                                 | 46                                                 | +23                                                | -          | 2回戦               |                    |                 |
| 2012 | プリンス九州1部      | 9位              | 27                                                 | 21                                                 | 8                                                  | 3                                                  | 10                                                 | 45                                                 | 36                                                 | +9                                                 | ラウンド16 | 1回戦               |                    |                 |
| 2013 | プリンス九州1部      | 優勝             | 40                                                 | 18                                                 | 13                                                 | 1                                                  | 4                                                  | 56                                                 | 17                                                 | +39                                                | -          | GL敗退              | プレミア参入戦敗退 |                 |
| 2014 | プリンス九州1部      | 優勝             | 49                                                 | 18                                                 | 16                                                 | 1                                                  | 1                                                  | 43                                                 | 12                                                 | +31                                                | ラウンド16 | ベスト8             | プレミア参入戦勝利 |                 |
| 2015 | プレミアWEST         | 3位              | 31                                                 | 18                                                 | 9                                                  | 4                                                  | 5                                                  | 29                                                 | 19                                                 | +10                                                | GL敗退     | ベスト4             |                    |                 |
| 2016 | プレミアWEST         | 10位             | 9                                                  | 18                                                 | 2                                                  | 3                                                  | 13                                                 | 13                                                 | 37                                                 | -24                                                | GL敗退     | 3回戦               |                    |                 |
| 2017 | プリンス九州         | 3位              | 30                                                 | 18                                                 | 9                                                  | 3                                                  | 6                                                  | 34                                                 | 25                                                 | +9                                                 | GL敗退     | 1回戦               |                    |                 |
| 2018 | プリンス九州         | 4位              | 30                                                 | 18                                                 | 9                                                  | 3                                                  | 6                                                  | 42                                                 | 33                                                 | +9                                                 | ラウンド16 | 3回戦               |                    |                 |
| 2019 | プリンス九州         | 2位              | 33                                                 | 18                                                 | 10                                                 | 3                                                  | 5                                                  | 31                                                 | 19                                                 | +12                                                | ラウンド16 | 1回戦               | プレミアPO敗退     |                 |
| 2020 | スーパープリンス九州 | 2位（Aグループ） | 10                                                 | 5                                                  | 3                                                  | 1                                                  | 1                                                  | 9                                                  | 5                                                  | +4                                                 | 2回戦      | 中止                |                    |                 |
| 2020 | スーパープリンス九州 | 2位（総合）      | Bグループ2位・V・ファーレン長崎U-18に勝利し総合2位 | Bグループ2位・V・ファーレン長崎U-18に勝利し総合2位 | Bグループ2位・V・ファーレン長崎U-18に勝利し総合2位 | Bグループ2位・V・ファーレン長崎U-18に勝利し総合2位 | Bグループ2位・V・ファーレン長崎U-18に勝利し総合2位 | Bグループ2位・V・ファーレン長崎U-18に勝利し総合2位 | Bグループ2位・V・ファーレン長崎U-18に勝利し総合2位 | Bグループ2位・V・ファーレン長崎U-18に勝利し総合2位 | 2回戦      | 中止                |                    |                 |
| 2021 | プリンス九州         | 4位              | 29                                                 | 18                                                 | 9                                                  | 2                                                  | 7                                                  | 28                                                 | 16                                                 | +12                                                | GL敗退     | 5位                 |                    |                 |
| 2022 | プリンス九州         | 3位              | 33                                                 | 18                                                 | 10                                                 | 3                                                  | 5                                                  | 35                                                 | 20                                                 | +15                                                | ベスト8    | 3位                 |                    |                 |

### U-18歴代監督
- 皇甫官：2000年 - 2003年
- 村田一弘：2004年 - 2009年
- 吉田裕幸：2010年
- 首藤圭介：2011年 - 2012年
- 山崎哲也：2013年 - 2015年
- 中村有：2016年
- 鈴井智彦：2017年
- 山崎哲也：2018年 - 2019年
- 吉村光示：2020年
- 石橋眞和：2021年 - 2023年
- 山﨑雅人：2024年 -

### タイトル
チーム
- 高円宮杯 JFA U-18サッカープリンスリーグ九州1部（2013年、2014年）

個人
- プリンスリーグ九州1部 最多得点
  -  後藤優介[115] - 21得点（2011年）
- プリンスリーグ九州1部 最多アシスト
  -  角野翔汰[116] - 5アシスト（2010年）

## 大分トリニータレディース
将来的な日本女子サッカーリーグ参入を視野に入れ、女子サッカーチームの「大分トリニータレディース」を2007年4月に創設。2006年10月に第一回セレクションを開催し、30名の選手が選抜された。2007年に大分県女子サッカーリーグおよび九州各県女子リーグ決勝大会で優勝し、2008年より九州女子サッカーリーグに所属している。

## クラブ記録

### リーグ戦最高順位
J1リーグ戦
- 4位（2008年）

J2リーグ戦
- 1位（2002年）

J3リーグ戦
- 1位（2016年）

### リーグ戦最低順位
J1リーグ戦
- 18位（2013年・2021年）

J2リーグ戦
- 21位（2015年）

### 試合記録
J1リーグ戦連続無敗記録
- 13試合 - 9勝4分 (2008年6月29日J1第14節 ヴィッセル神戸戦 〜 9月23日第26節 コンサドーレ札幌戦)
  - Jリーグ杯を含めると17試合 (11勝6分)

J1リーグ戦ホーム連続無敗記録
- 13試合 - 10勝3分 (2008年4月12日J1第6節 川崎フロンターレ戦 〜 11月9日J1第31節 ジェフユナイテッド千葉戦)
  - Jリーグ杯を含めると16試合 (12勝4分)

連続無失点試合
- 5試合 (2008年8月16日J1第21節 アルビレックス新潟戦 〜 9月20日第25節 東京ヴェルディ戦) ※Jリーグ3位タイ記録

ホーム最多連勝記録
- 6連勝 (2008年4月26日J1第8節 横浜F・マリノス戦 〜 7月20日第18節 ジュビロ磐田戦)

リーグ戦最多連敗記録
- 14連敗 (2009年4月4日J1第4節 浦和レッズ戦 〜 7月13日第17節 ジュビロ磐田戦) ※J1ワースト3位、延長戦廃止後ワースト1位

### 得失点記録（Jリーグ加盟後）

#### 最多得点試合
ホーム
- J1：5得点
  - 5-0 (2005年第27節 清水エスパルス戦)
- J2：6得点
  - 6-2 (2015年第5節 FC岐阜戦)
- J3：4得点
  - 4-3 (2016年第17節 藤枝MYFC戦)
  - 4-2 (2016年第26節 グルージャ盛岡戦)

アウェー
- J1：8得点
  - 8-0 (2003年第14節 ヴィッセル神戸戦)
- J2：5得点
  - 5-2 (2000年第4節 大宮アルディージャ戦)
- J3：4得点
  - 4-1 (2016年第20節 福島ユナイテッドFC戦)
  - 4-2 (2016年第30節 ガイナーレ鳥取戦)

#### 最多失点試合
ホーム
- J1：4失点
  - 0-4 (2003年第2節 ジェフユナイテッド市原戦、2003年第12節 ジュビロ磐田戦) 他6試合
- J2：4失点
  - 2-4 (1999年第20節 FC東京戦)
  - 1-4（2010年第4節 栃木SC戦）他4試合
- J3：3失点
  - 4-3 (2016年第17節 藤枝MYFC戦)

アウェー
- J1：6失点
  - 0-6 (2007年第23節 ジェフユナイテッド千葉戦、2013年第25節 ベガルタ仙台戦)
- J2：6失点
  - 2-6 (2018年第16節 ヴァンフォーレ甲府戦)
- J3：2失点
  - 2-2（2016年第5節 ガンバ大阪U-23戦)
  - 1-2（2016年第8節 栃木SC戦）他2試合

#### その他
年間総失点数
- 24失点 (1試合平均 0.706点、2008年) ※J1最少記録
  - ホーム 9失点 (1試合平均 0.529点)、アウェー 15失点 (1試合平均 0.882点)

リーグ戦年間完封試合数
- 34試合中17試合 (2008年)

### 歴代シーズン最多得点者
- リーグ戦のみの成績
- 名前、得点数が太字の場合はリーグ最多得点

| 年度 | 所属 | 名前                            | 得点 |
| 1999 | J2   | 神野卓哉                        | 19   |
| 2000 | J2   | ウィル                          | 22   |
| 2001 | J2   | ベンチーニョ                    | 16   |
| 2002 | J2   | アンドラジーニャ                | 18   |
| 2003 | J1   | 吉田孝行                        | 7    |
| 2004 | J1   | マグノ・アウベス                | 11   |
| 2005 | J1   | マグノ・アウベス                | 18   |
| 2006 | J1   | 高松大樹                        | 12   |
| 2007 | J1   | 高橋大輔                        | 10   |
| 2008 | J1   | ウェズレイ                      | 7    |
| 2009 | J1   | 高橋大輔                        | 5    |
| 2010 | J2   | チェ・ジョンハン キム・ボギョン | 8    |
| 2011 | J2   | 森島康仁                        | 11   |
| 2012 | J2   | 三平和司 森島康仁               | 14   |
| 2013 | J1   | 森島康仁                        | 7    |
| 2014 | J2   | 林容平                          | 7    |
| 2015 | J2   | 為田大貴                        | 6    |
| 2016 | J3   | 後藤優介                        | 14   |
| 2017 | J2   | 後藤優介                        | 17   |
| 2018 | J2   | 馬場賢治 藤本憲明               | 12   |
| 2019 | J1   | オナイウ阿道                    | 10   |
| 2020 | J1   | 田中達也                        | 8    |
| 2021 | J1   | 町田也真人                      | 8    |
| 2022 | J2   | 長沢駿                          | 8    |

## ホームスタジアム･練習場

### ホームスタジアム

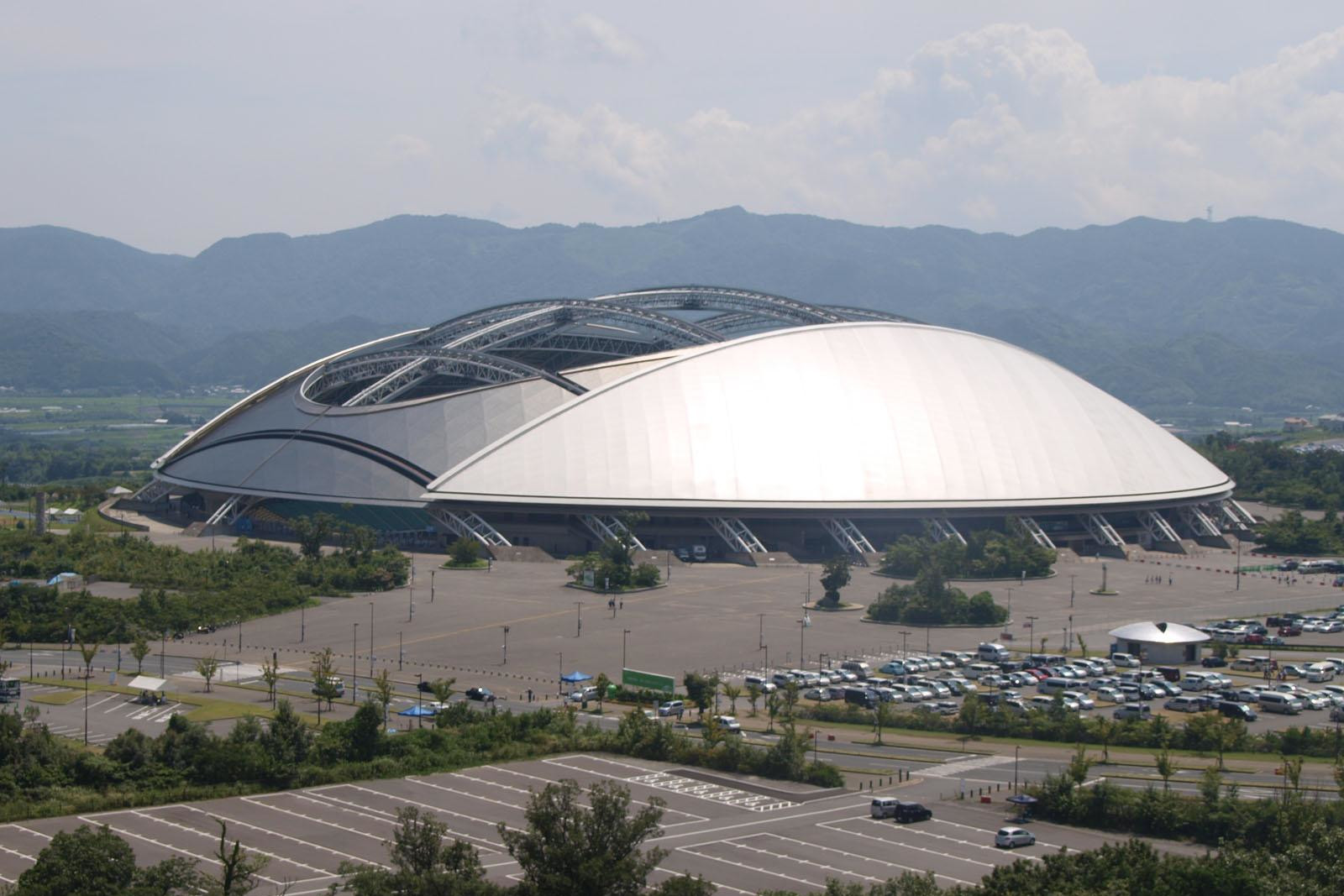
クラサスドーム大分 外観

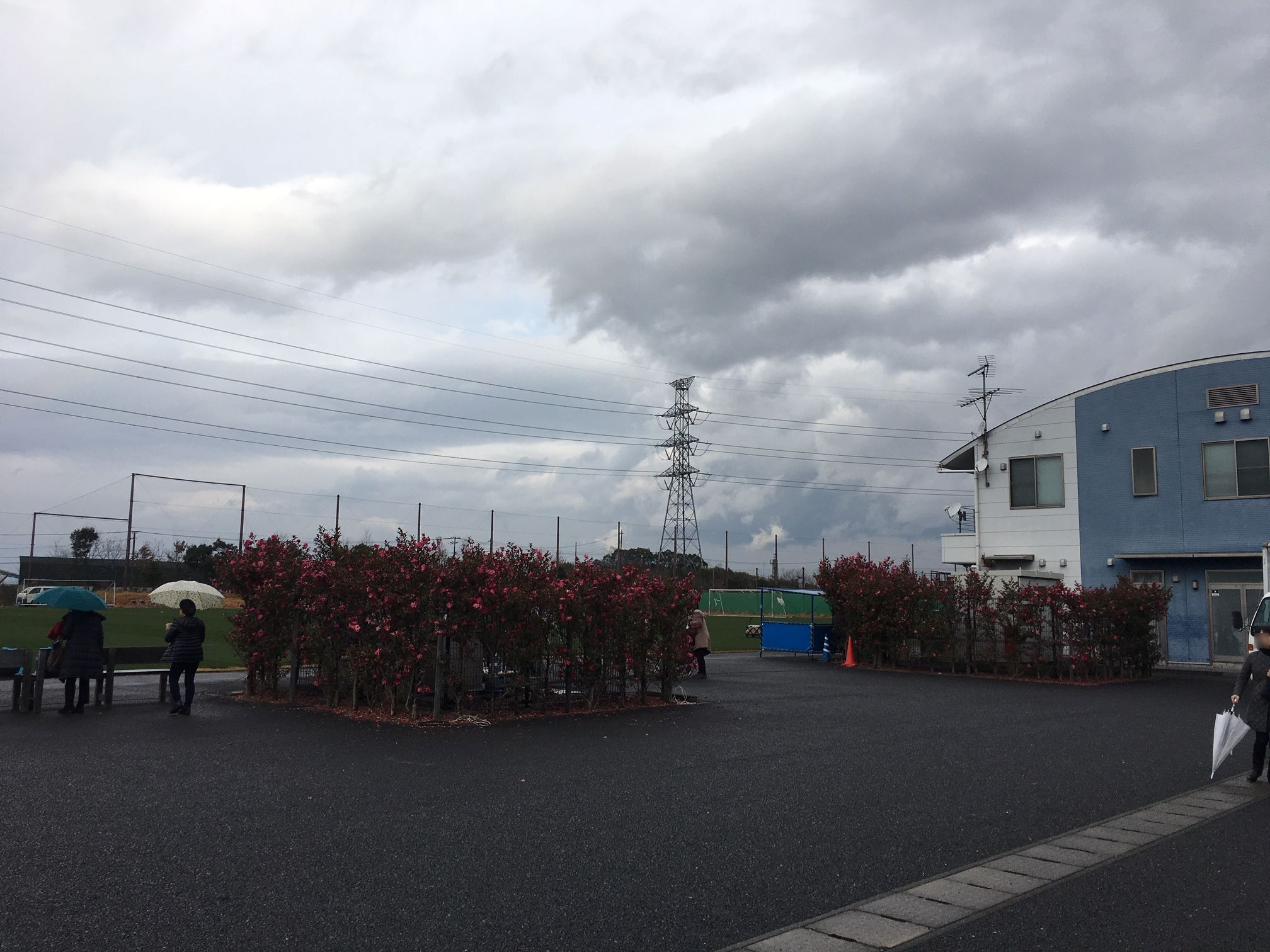
大分スポーツクラブ

- 大分スポーツ公園総合競技場（命名権名称：クラサスドーム大分、大分市横尾に所在）がホームスタジアムである[1]。
  - チーム創設から2002年までは大分市営陸上競技場をホームスタジアムとしており、2001年のレゾナックドーム大分の完成後も併用でホームゲームを開催していた。トリニータがJ1昇格を果たした2003年以後はJ1の開催基準を満たさない為ホームスタジアムの登録から外れ、以後トリニータ主催の公式戦は開催されていなかったが[注 21]、2019年にレゾナックドーム大分が同年開催のラグビーW杯の試合会場の一つとして使用される事となり、ホームゲームの代替会場が必要となった関係で特例で使用が認められ、2002年以来17年振りにトリニータ主催のリーグ戦2試合を開催した[117]。
- 2007年までは熊本県民総合運動公園陸上競技場（命名権名称：えがお健康スタジアム）で年1-2回ホームゲームを開催していた。
  - 2007年10月20日はKKWINGで13時からロッソ熊本（現：ロアッソ熊本）、19時30分からトリニータが同日開催した。
  - 2004年は雷雨により中止となったが、この時に熊本県民総合運動公園屋内運動広場（パークドーム熊本）南側の駐車場が冠水し、駐車していた約150台が動かなくなった。ところが、この駐車場はもともと洪水を防ぐために雨水を一時的に貯める貯水池だったことから、後日トリニータの補償問題に発展した。
- その他にも鹿児島県立鴨池陸上競技場（命名権名称：白波スタジアム）、長崎県立総合運動公園陸上競技場（命名権名称：トランスコスモススタジアム長崎）、熊本市水前寺競技場などで過去に主催試合を開催していたが、2010年を最後に県外では主催試合は開催されていない。

### 練習場
主練習場は大分スポーツクラブおよびレゾナックサッカー・ラグビー場である。大分スポーツ公園サブ競技場でも練習を行う事がある。なお、2002年頃までは、リバーパーク犬飼等各地のグラウンドを転々として練習を行っていた。

### 年度・競技場別の試合数
大分トリニータの年度別成績一覧#年度別入場者数を参照。

## ユニフォーム

### チームカラー
- ブルー、  イエロー[1]

### エピソード
- 2009シーズンのユニフォームより、2008年のJリーグカップ優勝を示す星マークを胸のエンブレムの上につけている。2019年のユニフォームでは星マークの位置がエンブレム下に移った[118]。
- 2010年 - 2012年まで、ユニフォームの右袖部分のJリーグロゴマークの下に「LOVE 大分」の文字を入れていた。2013年からは同じ箇所に「OITA」の文字が入っている。
- 2021年5月30日（J1第17節・アビスパ福岡戦）から同年シーズン終了まで、胸上中央部に同年4月9日 - 5月16日にかけて実施したクラウドファンディングの「#大分トリニータ一致団結プロジェクト～みんなの想いをピッチへ～」のロゴ（表記：「一致団結PROJECT」）を掲出した。詳細についてはこちらを参照。
- 2024シーズンのユニフォームの胸スポンサーロゴの真上部分に「大分トリニータ30周年記念ロゴ」を掲出[119]。

### ユニフォームスポンサー
| 掲出箇所   | スポンサー名         | 表記            | 掲出年                   | 備考                                                                                                 |
| 胸         | ダイハツ九州         | ダイハツ九州    | 2011年 -                 | 2013年 - 2016年は「ダイハツ」「九州」の二行表記                                                      |
| 鎖骨       | ティーケーピー       | TKP             | 2021年5月 -              | 左側に掲出                                                                                           |
| 鎖骨       | クラサスケミカル     | CRASUS CHEMICAL | 2020年 -                 | 右側に掲出 2020年 - 2022年は「SHOWA DENKO」表記 2023年 - 2024年は「RESONAC」表記                     |
| 背中上部   | 白石                 | SHIRAISHI       | 2024年3月 -              | |
| 背中下部   | なし                 | -               | -                        | |
| 袖         | スガテック           | スガテック      | 2025年 -                 | |
| パンツ前面 | ネットワンシステムズ | net one         | 2019年 - 2020年 2022年 - | 2009年は袖 2010年 - 2015年は背中上部 2021年はパンツ背面 2009年 - 2013年途中は「Net One Systems」表記 |
| パンツ背面 | なし                 | -               | -                        | |

### ユニフォームサプライヤーの遍歴
- 1994年 - 1997年：ミズノ
- 1998年 - 現在：プーマ

### 歴代ユニフォーム
| FP 1st | FP 1st      | FP 1st      | FP 1st      | FP 1st      |
| ------ | ----------- | ----------- | ----------- | ----------- |
| 1999   | 2000 - 2001 | 2002 - 2003 | 2004        | 2005 - 2006 |
| 2007   | 2008        | 2009        | 2010 - 2011 | 2012 - 2013 |
| 2014   | 2015        | 2016        | 2017        | 2018        |
| 2019   | 2020        | 2021        | 2022        | 2023        |
| 2024   | 2025 -      |             |             |             |
|        |             |             |             |             |

| FP 2nd      | FP 2nd      | FP 2nd | FP 2nd | FP 2nd      |
| ----------- | ----------- | ------ | ------ | ----------- |
| 1999 - 2001 | 2002 - 2003 | 2004   | 2005   | 2006        |
| 2007        | 2008        | 2009   | 2010   | 2011        |
| 2012 - 2013 | 2014        | 2015   | 2016   | 2017 - 2018 |
| 2019        | 2020        | 2021   | 2022   | 2023        |
| 2024        | 2025 -      |        |        |             |
|             |             |        |        |             |

| FP Other       | FP Other       | FP Other       | FP Other       | FP Other       |
| -------------- | -------------- | -------------- | -------------- | -------------- |
| 2020 · Limited | 2021 · Limited | 2022 · Limited | 2023 · Limited | 2024 · Limited |
| 2025 · Limited |                |                |                |                |
|                |                |                |                |                |

### 歴代ユニフォームスポンサー表記
| 年度 | 箇所                          | 箇所       | 箇所            | 箇所                          | 箇所            | 箇所            | 箇所          | 箇所         | サプライヤー |
| 年度 | 胸                            | 鎖骨左     | 鎖骨右          | 背中上部                      | 背中下部        | 袖              | パンツ前面    | パンツ背面   | サプライヤー |
| 1998 | 朝日ソーラー / ペイントハウス | 解禁前     | 解禁前          | みどり牛乳                    | 解禁前          | NEXD SOPH.      | -             | 解禁前       | PUMA         |
| 1999 | ペイントハウス                | 解禁前     | 解禁前          | PAINT HOUSE                   | 解禁前          | NEXD SOPH.      | -             | 解禁前       | PUMA         |
| 2000 | ペイントハウス                | 解禁前     | 解禁前          | PAINT HOUSE                   | 解禁前          | NEXD SOPH.      | -             | 解禁前       | PUMA         |
| 2001 | ペイントハウス                | 解禁前     | 解禁前          | PAINT HOUSE                   | 解禁前          | NEXD SOPH.      | -             | 解禁前       | PUMA         |
| 2002 | ペイントハウス                | 解禁前     | 解禁前          | PAINT HOUSE                   | 解禁前          | Coca Cola       | SOPH.         | 解禁前       | PUMA         |
| 2003 | ペンタくん                    | 解禁前     | 解禁前          | コロンブスの床 さとうベネック | 解禁前          | Coca Cola       | SOPH.         | 解禁前       | PUMA         |
| 2004 | ペンタくん / Tribalkicks      | 解禁前     | 解禁前          | コロンブスの床 さとうベネック | 解禁前          | Coca Cola       | SOPH.         | 解禁前       | PUMA         |
| 2005 | - / MARUHAN                   | 解禁前     | 解禁前          | Joyfull                       | 解禁前          | Coca Cola       | SOPH.         | 解禁前       | PUMA         |
| 2006 | MARUHAN                       | 解禁前     | 解禁前          | BOWS                          | 解禁前          | Joyfull         | Coca Cola     | 解禁前       | PUMA         |
| 2007 | -                             | 解禁前     | 解禁前          | BOWS                          | 解禁前          | Joyfull         | Coca Cola     | 解禁前       | PUMA         |
| 2008 | -                             | 解禁前     | 解禁前          | オメガ・プロジェクト          | 解禁前          | Joyfull         | Coca Cola     | 解禁前       | PUMA         |
| 2009 | - / FOURLEAF                  | 解禁前     | 解禁前          | オメガ・プロジェクト          | 解禁前          | Net One Systems | Coca Cola     | 解禁前       | PUMA         |
| 2010 | -                             | 解禁前     | 解禁前          | Net One Systems               | 解禁前          | - / KOYOU       | Coca Cola     | 解禁前       | PUMA         |
| 2011 | ダイハツ九州                  | 解禁前     | 解禁前          | Net One Systems               | 解禁前          | KOYOU           | Coca Cola     | 解禁前       | PUMA         |
| 2012 | ダイハツ九州                  | 解禁前     | 解禁前          | Net One Systems               | 解禁前          | KOYOU           | Coca Cola     | 解禁前       | PUMA         |
| 2013 | ダイハツ 九州                 | 解禁前     | 解禁前          | Net One Systems / net one     | 解禁前          | KOYOU           | Coca Cola     | 解禁前       | PUMA         |
| 2014 | ダイハツ 九州                 | 解禁前     | 解禁前          | net one                       | 解禁前          | ジェイリース    | みどり牛乳    | 解禁前       | PUMA         |
| 2015 | ダイハツ 九州                 | 解禁前     | 解禁前          | net one                       | 解禁前          | ジェイリース    | みどり牛乳    | 解禁前       | PUMA         |
| 2016 | ダイハツ 九州                 | 解禁前     | 解禁前          | ジェイリース                  | 大分合同新聞    | OITA BANK       | みどり牛乳    | 解禁前       | PUMA         |
| 2017 | ダイハツ九州                  | 解禁前     | 解禁前          | ジェイリース                  | 大分合同新聞    | OITA BANK       | みどり牛乳    | 解禁前       | PUMA         |
| 2018 | ダイハツ九州                  | -          | -               | ジェイリース                  | 大分合同新聞    | OITA BANK       | みどり牛乳    | 解禁前       | PUMA         |
| 2019 | ダイハツ九州                  | みどり牛乳 | みどり牛乳      | ジェイリース                  | 大分合同新聞    | ゆこゆこ        | net one       | 解禁前       | PUMA         |
| 2020 | ダイハツ九州                  | Signpost   | SHOWA DENKO     | SBI GROUP SBI損保             | SBIいきいき少短 | SOPH.           | net one       | -            | PUMA         |
| 2021 | ダイハツ九州                  | - / TKP    | SHOWA DENKO     | SBI GROUP SBI損保             | SBIいきいき少短 | SOPH.           | - / Leverages | net one      | PUMA         |
| 2022 | ダイハツ九州                  | TKP        | SHOWA DENKO     | SBI GROUP SBI損保             | SBIいきいき少短 | -               | net one       | -            | PUMA         |
| 2023 | ダイハツ九州                  | TKP        | RESONAC         | SBI GROUP SBI損保             | -               | - / TKP         | net one       | ジェイリース | PUMA         |
| 2024 | ダイハツ九州                  | TKP        | RESONAC         | - / SHIRAISHI                 | -               | TKP             | net one       | - / ARU      | PUMA         |
| 2025 | ダイハツ九州                  | TKP        | CRASUS CHEMICAL | SHIRAISHI                     | -               | スガテック      | net one       | -            | PUMA         |

## エピソード

### カラーボード

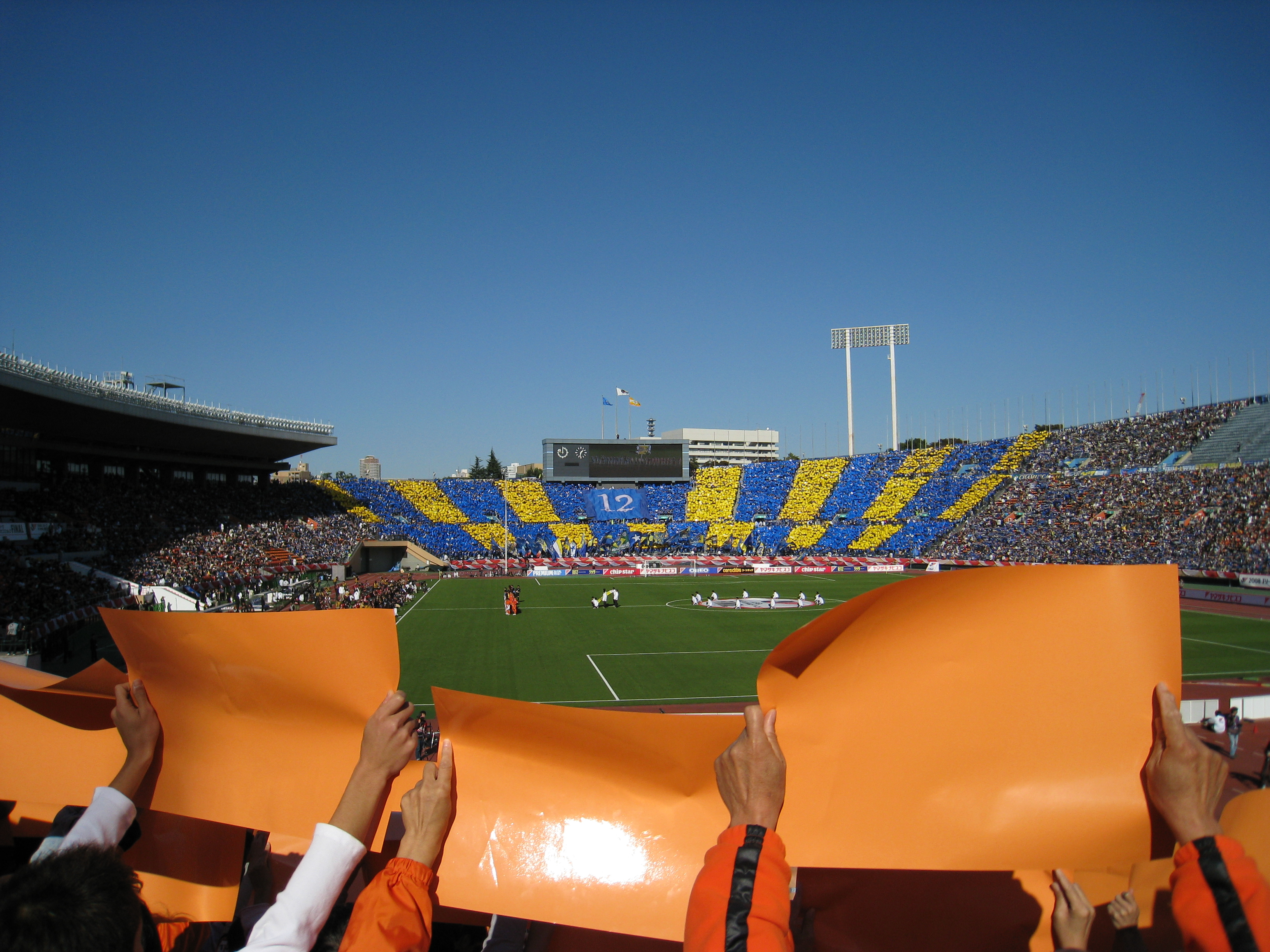
2008年のナビスコカップ決勝時の大分サポーターによるコレオグラフィー(人文字)

特定の試合においてサポーターがカラーボードを掲げコレオグラフィーを作る事がある。2008年のJリーグカップ決勝戦でも掲げている（画像参照）。

### 守備放棄試合
2003年のJリーグカップの京都戦（3月8日、西京極）で、1-1で迎えた後半17分、大分・高松大樹が負傷したために京都側はボールを一旦フィールドの外に出した。試合再開後に寺川能人が相手GKにボールを返す為に蹴ったが、そのボールをロドリゴがカットしてドリブルを始め、そのまま得点を決めた。暗黙の了解を破る行為だとして京都の選手は怒りを露わにし、両チームに一触即発ムードが漂った。
その後京都側のキックオフで試合が再開されたが、当時大分の監督だった小林伸二はアンフェアーなプレーを認識し、選手に対して守備を放棄するように指示。京都・中払大介のシュートを大分守備陣は見送り、スコアは2-2と再びイーブンになった。
奇しくもこの試合はtotoGOALがスタートして最初の試合であった。「totoGOAL」は指定されたチームの得点を「0点」「1点」「2点」「3点以上」で予想するものであるため、今回の出来事がtotoGOALの結果を変えてしまったという点で問題となったが、当試合のマッチコミッショナーは「ルール上一切問題はない。乱用されては困るが（京都ゴールも）いい意味でフェアプレーの延長線上」、当時日本サッカー協会キャプテンの川淵三郎も「あの状況では仕方がなかった」という見解を示し、Jリーグ側も大分を処罰しなかった。
- 補記。2022年9月4日の福岡-名古屋戦でも、同じ事態が発生し、福岡は守備放棄し1点を献上している。なお、当該試合のDAZN中継の解説は偶然にも中払であった。

### リベンジ16
2007年、J1第18節を終了時点で自動降格圏の17位と低迷していた大分は、リーグ後半戦の16試合を「リベンジ16」と銘打った。「リベンジ三戦士」として鈴木慎吾・ホベルト・エジミウソンを獲得した他、当企画のシンボルキャラクターとして「リッジー」が登場した。他にもスポンサーの協賛により試合毎に様々な企画を開催した。この16試合を8勝7敗1分と、ほぼ五分の成績で終え、シーズン14位でJ1残留を果たした。
「リベンジ16」の中で唯一対戦していなかった横浜FMについては、2007年に2戦とも大敗かつ無得点（第7節・A0-5／第18節・H0-3）であったことから、2008年のホームゲームで「リベンジマッチ」と銘打ってリッジーも再登場のもと行なわれた。試合は1-0で勝利し、リベンジを果たした。

### スタジアムDJ
- MC MAX

過去のスタジアムDJ
- TOM G（2002年 - 2009年）
- ゆうきa.k.a.地球（2010年 - 2016年）
- 赤松大
- 大野タカシ
- 立川麻湖
- ふかまちえり
- 本城みわ

### 20周年記念試合
2014年にクラブ創立20周年を迎えた大分は特設サイトを開設し、更には同年6月21日の愛媛FC戦を「20周年記念試合・大分県民DAY」と銘打ち開催し、サポーターからの投票により選出した歴代ベストイレブン発表などの企画を行った。

### 浅田飴との縁
2018年8月18日、J2第29節の東京V戦にて、試合開始5分頃に監督の片野坂知宏の声が嗄れ、試合後の会見にもガラガラ声で臨むという一幕があった。その場面を見た大分サポーターがTwitterにて8月21日に「浅田飴さん、片さんの喉を守ってあげて」というツイートをすると、これに浅田飴の 公式アカウント が反応。その縁により翌日には大分FC（大分トリニータ運営会社）の営業スタッフが浅田飴本社に挨拶に出向く事となった。8月25日に浅田飴より薬用のど飴90缶が大分に差し入れされ、同日行われた徳島戦では片野坂は終始のど飴の缶ケースを手に持ち、ずっと飴を舐めながら ピッチ脇で指示を送った。試合後の囲み取材にて浅田飴について尋ねられると、「おかげさまで最後まで声が嗄れることなく指示を出すことができて感謝しています。浅田飴、もう手放せなくなりました。」とコメントした。のど飴缶を持ったまま指示を送る片野坂の姿を見た浅田飴代表取締役社長・堀内邦彦は「直接会って御礼を言いたい」とスケジュールの合間を縫って9月14日に大分の練習場を訪問し、片野坂と面会した。その翌日に行われたJ2第33節・讃岐戦でのオーロラビジョンにて、正式にスポンサードすることが発表され、ピッチサイドには浅田飴の広告看板が設置された。
2019年2月25日、浅田飴と大分トリニータのコラボ商品「戦うのどに浅田飴」を発売することが発表され、ホーム開幕戦の3月2日に、試合会場グッズ売り場にて販売開始された。

## メディア

### テレビ
- KICK OFF! OITA (大分放送、土曜 11時15分 - 11時30分)
- 日経スペシャル カンブリア宮殿 「地域密着で大都市のビッククラブに立ち向かえ！ ～キャリア官僚を捨てた名物社長の挑戦～」（2008年12月29日、テレビ東京）- 出演：大分フットボールクラブ社長 溝畑宏[136]。

## 書籍

### 関連書籍
- 『社長・溝畑宏の天国と地獄 大分トリニータの15年』（著者:木村元彦）（2010年5月30日、集英社）ISBN 9784087805284
- 『溝畑流・日本列島観光論 逆転こそNippon！』（著者:溝畑宏）（2011年11月19日、講談社）ISBN 9784062169509
- 『爆走社長の天国と地獄 大分トリニータv.s.溝畑宏』（著者:木村元彦）（2017年2月1日、小学館 小学館新書）ISBN 9784098252893